# Kup Međimurskog nogometnog saveza 2017./18.
Kup Međimurskog nogometnog saveza za sezonu 2017./18. je osvojilo "Međimurje" iz Čakovca, koje se uz finalista "Nedelišće" plasirao u pretkolo Hrvatskog kupa za sezonu 2018./19.

## Sudionici
U natjecanju je sudjelovao 71 klub s područja Međimurske županije, prikazanih prema pripadnostima ligama u sezoni 2017./18. 
| 3. HNL – Istok (III.) - Međimurje Čakovec MŽNL Čakovec – Varaždin (IV.) - Dinamo Domašinec - Međimurec Dunjkovec-Pretetinec - Mladost Komet Prelog - Nedelišće - Polet Sveti Martin na Muri - Pušćine - Rudar Mursko Središće - Sloboda Slakovec - Sloga Čakovec | 1. ŽNL Međimurska (V.) - BSK Belica - Centrometal Macinec - Dinamo Palovec - Galeb Oporovec - Graničar Kotoriba - Hodošan - Jedinstvo Gornji Mihaljevec - Mladost Sveta Marija - Naprijed Cirkovljan - Omladinac Novo Selo Rok - Podturen - Polet Pribislavec - Sokol Vratišinec - Sloga Štrigova - Spartak Mala Subotica - Trnava Goričan | 2. ŽNL Međimurska - Skupina A (VI.) - Borac PMP Turčišće - Budućnost Miklavec - Budućnost Podbrest - Croatia Orehovica - ČSK Čehovec - Drava Kuršanec - Dubrava Sivica - Dubravčan Donja Dubrava - Jadran Štefanec - Jedinstvo Novo Selo na Dravi - Kraljevčan 38 Donji Kraljevec - Mladost Dekanovec - Mladost Ivanovec - Omladinac Držimurec-Strelec - Radnički Gardinovec - Vidovčan Donji Vidovec 2. ŽNL Međimurska - Skupina B (VI.) - Bratstvo Jurovec - Bratstvo Savska Ves - Donji Koncovčak - Hajduk Brezje - Hajduk Štrukovec - Mali Mihaljevec - Mura Hlapičina - Omladinac Mačkovec - Plavi Peklenica - Pobjeda Gornji Hrašćan - Sloboda Mihovljan - Strahoninec - Šenkovec - Trnovec - Venera PMP Sveti Juraj na Bregu - Zasadbreg 77 | 3. ŽNL Međimurska (VII.) - Borac Donji Hrašćan - Bratstvo Preseka - Dinamo Žiškovec - Draškovec - Drava Donji Mihaljevec - Mladost Selnica - Napredak Gornji Kraljevec - NŠ Međimurje-Čakovec - Otok - Parag - Torpedo Križovec - Vučetinec ne natječu se - Mladost Palinovec |

## Rezultati

### 1. kolo
| par                                                   | rez. | napomene |
| ----------------------------------------------------- | ---- | -------- |
| Otok - Jedinstvo Novo Selo na Dravi                   | 0:3  |          |
| Radnički Gardinovec - Donji Koncovčak                 | 2:6  |          |
| Bratstvo Preseka - Pobjeda Gornji Hrašćan             | 0:5  |          |
| Hajduk Brezje - Budućnost Podbrest                    | 4:0  |          |
| Borac Donji Hrašćan - Venera PMP Sveti Juraj na Bregu | 0:3  |          |
| Draškovec - Sloga Štrigova                            | 2:3  |          |
| Dubrava Sivica - Strahoninec                          | 1:2  |          |
| Parag - Mura Hlapičina                                | 1:12 |          |
| Napredak Gornji Kraljevec - Bratstvo Savska Ves       | 0:4  |          |
| Podturen - Mali Mihaljevec                            | 7:2  |          |
| Drava Kuršanec - Hajduk Štrukovec                     | 3:2  |          |
| Vučetinec - Borac PMP Turčišće                        | 4:2  |          |
| Torpedo Križovec - Sloboda Mihovljan                  | 0:1  |          |
| Dinamo Žiškovec - Mladost Sveta Marija                | 0:2  |          |
| Mladost Selnica - Dinamo Domašinec                    | 0:12 |          |
| Drava Donji Mihaljevec - Mladost Dekanovec            | 7:1  |          |
| Zasadbreg 77 - Bratstvo Jurovec                       | 4:0  |          |
| Omladinac Mačkovec - Trnovec                          | 8:9  |          |
| Budućnost Miklavec - Pušćine                          | 0:2  |          |
| Vidovčan Donji Vidovec - Galeb Oporovec               | 3:5  |          |
| NŠ Međimurje-Čakovec - BSK Belica                     | 1:3  |          |
| Omladinac Držimurec-Strelec - Naprijed Cirkovljan     | 6:5  |          |
| Jadran Štefanec - Jedinstvo Gornji Mihaljevec         | 6:5  |          |

Slobodni: Croatia Orehovica, Dubravčan Donja Dubrava, Graničar Kotoriba, Hodošan, Kraljevčan 38 Donji Kraljevec, Mladost Komet Prelog, Polet Sveti Martin na Muri, Rudar Mursko Središće, Spartak Mala Subotica 

### 2. kolo
| par                                                       | rez. | napomene |
| --------------------------------------------------------- | ---- | -------- |
| Spartak Mala Subotica - Jedinstvo Novo Selo na Dravi      | 2:5  |          |
| Donji Koncovčak - Croatia Orehovica                       | 2:3  |          |
| Pobjeda Gornji Hrašćan - Hajduk Brezje                    | 0:1  |          |
| Venera PMP Sveti Juraj na Bregu - Dubravčan Donja Dubrava | 5:0  |          |
| Graničar Kotoriba - Sloga Štrigova                        | 4:2  |          |
| Strahoninec - Mura Hlapičina                              | 2:0  |          |
| Bratstvo Savska Ves - Podturen                            | 0:4  |          |
| Drava Kuršanec - Rudar Mursko Središće                    | 2:4  |          |
| Mladost Komet Prelog - Vučetinec                          | 11:0 |          |
| Sloboda Mihovljan - Mladost Sveta Marija                  | 2:5  |          |
| Dinamo Domašinec - Drava Donji Mihaljevec                 | 4:1  |          |
| Zasadbreg 77 - Kraljevčan 38 Donji Kraljevec              | 5:3  |          |
| Polet Sveti Martin na Muri - Trnovec                      | 2:1  |          |
| Pušćine - Galeb Oporovec                                  | 0:1  |          |
| BSK Belica - Omladinac Držimurec-Strelec                  | 5:1  |          |
| Jadran Štefanec - Hodošan                                 | 4:5  |          |

### 3. kolo (1/16 završnice)
| par                                                    | rez. | napomene |
| ------------------------------------------------------ | ---- | -------- |
| Jedinstvo Novo Selo na Dravi - Nedelišće               | 0:2  |          |
| Croatia Orehovica - Sokol Vratišinec                   | 5:4  |          |
| Hajduk Brezje - Sloga Čakovec                          | 0:3  |          |
| Venera PMP Sveti Juraj na Bregu - Plavi Peklenica      | 1:3  |          |
| Graničar Kotoriba - Centrometal Macinec                | 2:1  |          |
| Strahoninec - Trnava Goričan                           | 1:4  |          |
| Podturen - Dinamo Palovec                              | 0:1  |          |
| Rudar Mursko Središće - Međimurec Dunjkovec-Pretetinec | 4:0  |          |
| Mladost Komet Prelog - Mladost Palinovec               | 3:0  |          |
| Mladost Sveta Marija - ČSK Čehovec                     | 4:0  |          |
| Dinamo Domašinec - Polet Pribislavec                   | 1:3  |          |
| Zasadbreg 77 - Šenkovec                                | 3:1  |          |
| Polet Sveti Martin na Muri - Mladost Ivanovec          | 14:0 |          |
| Galeb Oporovec - Sloboda Slakovec                      | 5:6  |          |
| BSK Belica - Omladinac Novo Selo Rok                   | 0:1  |          |
| Hodošan - Međimurje Čakovec                            | 0:5  |          |

### Osmina završnice
| par                                           | rez. | napomene |
| --------------------------------------------- | ---- | -------- |
| Nedelišće - Croatia Orehovica                 | 1:0  |          |
| Sloga Čakovec - Plavi Peklenica               | 4:0  |          |
| Graničar Kotoriba - Trnava Goričan            | 1:2  |          |
| Dinamo Palovec - Rudar Mursko Središće        | 3:4  |          |
| Mladost Komet Prelog - Mladost Sveta Marija   | 7:6  |          |
| Polet Pribislavec - Zasadbreg 77              | 0:1  |          |
| Polet Sveti Martin na Muri - Sloboda Slakovec | 3:5  |          |
| Omladinac Novo Selo Rok - Međimurje Čakovec   | 1:4  |          |

### Četvrtzavršnica
| par                                    | rez. | napomene |
| -------------------------------------- | ---- | -------- |
| Nedelišće - Sloga Čakovec              | 2:1  |          |
| Trnava Goričan - Rudar Mursko Središće | 0:1  |          |
| Mladost Komet Prelog - Zasadbreg 77    | 4:0  |          |
| Sloboda Slakovec - Međimurje Čakovec   | 0:6  |          |

### Poluzavršnica
Igrano na dvije utakmice 
| par                                      | rez.     | napomene    |
| ---------------------------------------- | -------- | ----------- |
| Rudar Mursko Središće - Nedelišće        | 2:1, 1:3 | [ 2 ] [ 3 ] |
| Mladost Komet Prelog - Međimurje Čakovec | 1:1, 0:2 | [ 3 ] [ 4 ] |

### Završnica
Igrano na dvije utakmice, 23. svibnja i 6. lipnja 2018. 
| par                           | rez.     | napomene                   |
| ----------------------------- | -------- | -------------------------- |
| Međimurje Čakovec - Nedelišće | 2:0, 3:2 | "Međimurje" pobjednik kupa |

## Poveznice
- Kup Međimurskog nogometnog saveza
- 3. ŽNL Međimurska 2017./18.

## Vanjske poveznice
- mns.hr, Međimurski nogometni savez
- medjimurje.hr
- mnovine.hr
- emedjimurje.rtl.hr